# Мунтенијска и добруџанска митрополија
Мунтенијска и добруџанска митрополија (рум. Mitropolia Munteniei și Dobrogei) је митрополија Румунске православне цркве која највећим делом обухвата историјске области Мунтенију и Добруџу. Седиште митрополије је у Букурешту где се налази Митрополитска саборна црква.
Тренутни митрополит је Данијел Чоботеа који је уједно и на челу Румунске православне цркве и Архиепископије букурешке.

## Историја
Митрополија је први пут основана под јурисдикцијом Цариградске патријаршије као Угровлашка митрополија 1359. године. Седиште митрополије је било у Куртеи де Арђешу до 1517. године када је пребачено у Трговиште, а потом у Букурешт 1668. године где остаје све до данас. 17. маја 1990. године мења назив у Мунтенијска и добруџанска митрополија који носи и данас.

## Митрополити
Мунтенијски и добруџански митрополити били су:
- Теоктист Арапашу (1990—2007)
- Данијел Чоботану (2007—)

## Епархије
Мунтенијска и добруџанска митрополија се састоји из шест архиепископија и четири епархије.
| Слика | Назив епархије                         | Румунски назив | Седиште         | Архијереј             |
| ----- | -------------------------------------- | -------------- | --------------- | --------------------- |
|       | Архиепископија букурешка               |                | Букурешт        | Данијел (Чоботеа)     |
|       | Архиепископија томиска                 |                | Констанца       | Теодосије (Петреску)  |
|       | Архиепископија трговиштанска           |                | Трговиште       | Нифон (Михаица)       |
|       | Архиепископија арђешка и мусчелска     |                | Куртеа де Арђеш | Калиник (Арђешеанул)  |
|       | Архиепископија бузауска и вранчанска   |                | Бузау           | Чипријан (Спиридон)   |
|       | Архиепископија доњодунавска            |                | Галаци          | Касијан (Крачун)      |
|       | Епархија слобозијска и каларашка       |                | Слобозија       | Винченцију (Гринфони) |
|       | Епархија александријска и телеорманска |                | Александрија    | Галактион (Станга)    |
|       | Епархија ђурђевска                     |                | Ђурђу           | Амброзије (Мељака)    |
|       | Епархија тулчанска                     |                | Тулча           | Висарион (Балцат)     |